# Baltazar Nalepa
Baltazar Nalepa (ur. w 1822, zm. w 1872) – działacz ruchu ludowego, poseł na Sejm Galicyjski II kadencji z okręgu Brzesko – Radłów – Wojnicz oraz sołtys Jadownik. Otrzymał 89 głosów spośród 168 oddanych.